# 牧野安
牧野安（安文9年（1669年）－元禄2年（1689年）9月3日）。牧野成貞（5代將軍德川綱吉的側用人）之女。天和元年（1681年）12月與牧野成時結婚。 

## 家庭
- 母親：大戶阿久里－慶安元年（1648年）－？。大戶吉勝之女。桂昌院的侍女。
- 父親的側室：藤田氏
- 兄弟：牧野貞通－寶永4年（1707年）－寬延2年（1749年）。母為側室藤田氏，幼名為幸之助。
- 姐姐：牧野松子－寬文7年（1667年）－貞享4年（1687年5月3日）。與永井十郎左衛門結婚，法名玉心院。
- 妹妹：龜－寬文11年（1671年）－？。
- 其父之養子：
- 牧野成時：寬文3年（1663年）－貞享4年（1687年）。
- 牧野成春：天和2年（1682年）－宝永4年（1707年）。
- 初姫：瑞春院的親戚。

## 電視劇「大奧華之亂」所描寫的安子
- 牧野安子非其真名，成為側室後曾誕下綱吉的次子長松丸，不過真正進入大奧的是其母大戶阿久里。這些內容非史實，為電視劇為戲劇效果而編造的情節。

## 演員扮演
- 電視劇
  - 內山理名：「大奧～華之亂～」（富士電視台系列，2005年）